# Juegos circenses
Se llaman juegos circenses o grandes a unos juegos semejantes a los Olímpicos que se celebraban en la Antigua Roma. 
Rómulo los estableció cuando sucedió el rapto de las Sabinas y por haberlos dedicado al dios Conso se llamaron en su principio Consuales. Se celebraban en el campo de Marte con magníficas cabalgadas a las que iban los caballos y mulas ceñidos con guirnaldas de flores. El día señalado para los grandes juegos, al principio el 15 o 23 de setiembre que después Adriano fijó el 21 de abril, se concurría al Capitolio por la mañana desde cuyo punto se marchaba procesionalmente hacia el Circo haciendo cabeza los carros que conducían las estatuas de los dioses. 
Los hijos de los caballeros asistían unos a pie y otros a caballo formados en batallones y escuadrones seguidos estos de sus palafreneros. Después iban los atletas todos desnudos, acompañados de los bailarines, tocadores de flauta y de esclavos que llevaban los incensarios de oro y plata y los demás vasos sagrados. Llegado el acompañamiento, los Pretores hacían los sacrificios de costumbre; cada cual ocupaba su asiento y empezaban los juegos por las carreras de carros y caballos. Si los Parabates corrían a pie, si estaban fatigados continuaban subidos en un carro. Seguía el pentatlo, certamen atlético o gímnico, los juegos troyanos, la venatio, combate de fieras unas con otras o los llamados bestiarios, los simulacros de infantería y caballería en campamento o sitio y las naumaquias. 
Los juegos del Circo duraban cinco días.